# Strahl (Geometrie)
Ein Strahl bzw. eine Halbgerade ist in der Geometrie – anschaulich gesprochen – eine gerade Linie, die auf einer Seite begrenzt ist, sich aber auf der anderen Seite ins Unendliche erstreckt. 
- Eine Halbgerade ist ein geometrisches Objekt, das entsteht, wenn ein Punkt eine Gerade, auf der er liegt, teilt. Dabei ist der Punkt wahlweise Teil der Halbgeraden oder nicht.
- Ein Strahl verfügt über eine Orientierung: Er geht von einem Anfangspunkt aus.

Strahlen und Halbgeraden müssen demnach unterschieden werden von Geraden, die beidseitig unbegrenzt sind, und von Strecken, die auf beiden Seiten begrenzt sind.

## Geometrische Darstellung
Die in der Skizze verwendete Schreibweise {\displaystyle [AB} drückt aus, dass es sich um eine Teilmenge der Geraden {\displaystyle AB} handelt, die durch den Punkt {\displaystyle A} begrenzt wird, sich aber über den Punkt {\displaystyle B} hinaus erstreckt. 
Mit Hilfe der Zwischen-Relation („… liegt zwischen … und …“) lässt sich die Halbgerade {\displaystyle [AB} definieren als die Menge aller Punkte {\displaystyle X} auf der Geraden {\displaystyle AB}, für die {\displaystyle A} nicht zwischen {\displaystyle B} und {\displaystyle X} liegt.
Betrachtet man eine Gerade {\displaystyle g} und einen beliebigen Punkt {\displaystyle P} auf {\displaystyle g}, so lassen sich die beiden dadurch festgelegten Halbgeraden {\displaystyle h_{1}} und {\displaystyle h_{2}} charakterisieren als nicht leere Teilmengen von {\displaystyle g}, die folgende Bedingungen erfüllen:
- Jeder Punkt auf der Geraden {\displaystyle g}, der nicht mit {\displaystyle P} übereinstimmt, gehört zu genau einer der beiden Teilmengen {\displaystyle h_{1}} oder {\displaystyle h_{2}}.
- Ist {\displaystyle P_{1}} ein beliebiger Punkt von {\displaystyle h_{1}} und {\displaystyle P_{2}} ein beliebiger Punkt von {\displaystyle h_{2}}, so liegt {\displaystyle P} zwischen {\displaystyle P_{1}} und {\displaystyle P_{2}}.

Damit ist die Halbgerade eng mit dem Begriff Intervall verbunden: Ein Intervall lässt sich als Schnittmenge zweier Halbgeraden definieren.

## Analytische Darstellung
In der analytischen Geometrie entspricht die Halbgerade {\displaystyle [AB} der Menge aller Punkte {\displaystyle X}, deren Ortsvektor {\displaystyle {\vec {X}}} gegeben ist durch
{\displaystyle {\vec {X}}={\vec {A}}+\lambda ({\vec {B}}-{\vec {A}})} mit {\displaystyle \lambda \geq 0}.
Dabei sind {\displaystyle {\vec {A}}} und {\displaystyle {\vec {B}}} die Ortsvektoren der Endpunkte {\displaystyle A} und {\displaystyle B}. {\displaystyle \lambda } ist der (reelle) Parameter dieser Parametergleichung.